# Devils de Wrocław
Champion 2010
Les Devils de Wrocław sont un club polonais de football américain basé à Wrocław. Ce club fondé en 2005.

## Palmarès
- Champion de Pologne : 2010